# Mohd Harrif Saleh
Mohd Harrif Saleh (15 de setembre de 1988) és un ciclista malaisi professional des del 2008 i actualment a l'equip Terengganu Cycling Team. També competeix en el ciclisme en pista.

## Palmarès en ruta
- 2007
  - Vencedor d'una etapa a la Jelajah Malaysia
  - Vencedor d'una etapa a la Melaka Chief Minister Cup
- 2008
  - Vencedor d'una etapa al Tour del Mar de la Xina Meridional
- 2010
  - Vencedor de 4 etapes al Tour of the Murray River
- 2011
  - Vencedor d'una etapa al Tour de Brunei
- 2012
  - Vencedor de 2 etapes a la Jelajah Malaysia
  - Vencedor d'una etapa al Tour de Brunei
  - Vencedor d'una etapa al Perlis Open
  - Vencedor d'una etapa al Tour del Vietnam
- 2013
  - Vencedor d'una etapa a la Jelajah Malaysia
  - Vencedor d'una etapa al Tour de Borneo
- 2014
  - Vencedor d'una etapa al Sharjah International Cycling Tour
  - Vencedor d'una etapa a la Jelajah Malaysia
- 2015
  - Medalla d'or als Jocs asiàtics del Sud-Est en ruta
  - Medalla d'or als Jocs asiàtics del Sud-Est en critèrium
  - Vencedor d'una etapa al Tour de les Filipines
- 2016
  - Vencedor de 2 etapes al Tour de Tailàndia
  - Vencedor d'una etapa a la Jelajah Malaysia
- 2017
  - Vencedor d'una etapa al Tour of the Great South Coast
  - Vencedor d'una etapa a la Jelajah Malaysia
- 2018
  - Vencedor d'una etapa al Sri Lanka T-Cup
- 2019
  - Vencedor d'una etapa al Tour de Langkawi
  - Vencedor d'una etapa al Tour de Selangor
- 2020
  - Vencedor de 2 etapes al Tour de Langkawi
- 2021
  - 1r al Gran Premi Velo Manavgat
- 2022
  - Vencedor de 2 etapes al Tour de Tailàndia
  - Vencedor d'una etapa al Tour de Taiwan

## Palmarès en pista
- 2007
  - Campió d'Àsia en Scratch